# Leonid Desyatnikov
Leonid Arkadievitch Desyatnikov ou Dessiatnikov (en russe, Леони́д Арка́дьевич Деся́тников) est un compositeur russe né le 16 octobre 1955 à Kharkiv. Il s'est d'abord fait connaître par plusieurs musiques de film et a ensuite acquis une plus grande renommée quand la première de son opéra controversé Les Enfants de Rosenthal a eu lieu au théâtre Bolchoï à Moscou.

## Vie et carrière
Leonid Dessiatnikov est né en 1955 à Kharkov, en RSS d'Ukraine. Il est diplômé du Conservatoire de Léningrad, où il a étudié la composition et l'instrumentation. Il a écrit quatre opéras, plusieurs cantates et de nombreuses compositions vocales et instrumentales. Ses principales compositions comprennent : Les Enfants de Rosenthal, opéra en deux actes composé sur un livret de Vladimir Sorokine à la demande du théâtre Bolchoï ; Pauvre Lisa, opéra en un acte composé sur un livret du compositeur inspiré du roman de Nikolaï Karamzine ; дар (cadeau, habileté, don, talent, présent), cantate inspirée des vers de Gavrila Derjavine ; The Leaden Echo (L'Écho de plomb), œuvre pour voix et instruments inspirée du poème de Gerard Manley Hopkins ; Le rite de l'hiver de 1949, symphonie pour chœur, solistes et orchestre.
Desyatnikov collabore avec Gidon Kremer depuis 1996 comme compositeur (Wie der Alte Leiermann…, la version de Scènes de crépuscule pour orchestre de chambre, Saisons russes) et il a arrangé les œuvres d'Astor Piazzolla, dont l'opéra tango Maria de Buenos Aires et Les Quatre Saisons de Buenos Aires. Desyatnikov a écrit les trames sonores des films Le Coucher du soleil (1990), Perdu en Sibérie (1991), Faucille et Marteau (1994), Katia Ismaïlova (1994), La Folie de Gisèle (1995), Le Prisonnier du Caucase (1996), Celui qui est plus tendre (1996), Moscou (2000), Le Journal de sa femme (2000), Un nouveau Russe (2003) et La Cible (2010).
En septembre 2009, il est nommé directeur musical du Bolchoï aux termes d'un contrat s'étendant jusqu'au 31 décembre 2011, mais le chef d'orchestre Vassili Sinaïski est nommé pour le remplacer le 2 août 2010.

## Récompenses

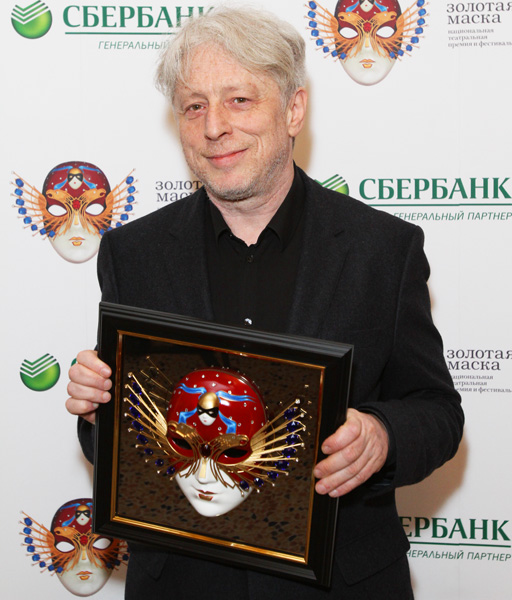
Desyatnikov à la cérémonie Masque d'or en 2012.

Desyatnikov a obtenu le prix Golden Ram de la Russian Guild of Film Critics et le Grand Prix du quatrième festival international de la musique de film à Bonn pour la trame sonore de Moscow, ainsi que le prix spécial du festival de film Fenêtre sur l'Europe à Vyborg. En 2003, Desyatnikov s'est vu décerner le prix d'État de Russie. Il est récompensé par un Masque d'or en 2012.

## Œuvres
Desyatnikov est l'auteur de quatre opéras, de la symphonie Le Rite de l'hiver de 1949, de cycles vocaux sur les poèmes de Rilke et des poètes de l'Oberiou, ainsi que de plusieurs transcriptions instrumentales de thèmes d'Astor Piazzolla. Le style de sa musique est défini par le compositeur lui-même comme « une émancipation de la consonance, une transformation de la banalité et du « minimalisme » à face humaine ». Son genre favori est la « bagatelle tragiquement leste ».

### Opéras
- Pauvre Lisa (Бедная Лиза), opéra de chambre en un acte sur un livret du compositeur inspiré de Nikolaï Karamzine (1976, 1980).
- Personne ne veut chanter, ou Bravo ! bravissimo ! pionnier Anissimov (Никто не хочет петь, или Браво-брависсимо, пионер Анисимов), opéra comique en deux actes pour enfants, sur un livret de B. Chabane (1982).
- Vitamine de croissance (Витамин роста), opéra classique en un acte pour enfants, pour solistes et piano, d'après le poème d'Oleg Grigoriev (1985).
- Les Enfants de Rosenthal (Дети Розенталя), opéra en deux actes sur un livret de Vladimir Sorokine. Commandé par le théâtre Bolchoï, cet opéra a eu sa première le 23 mars 2005.

### Musique de chambre
- Variations on the Obtaining of a Dwelling pour violoncelle et piano.
- Wie Der Alte Leiermann… pour violon et piano.
- Du côté de chez Swan pour deux pianos.
- Scènes de crépuscule, quintette pour flûte, clarinette, violon, contrebasse et piano.
- Return pour hautbois, clarinette, deux violons, alto, violoncelle et ruban.

### Autres genres
- Dar, d'après Gavrila Derjavine.
- Liebe und Leben des Dichters, cycle vocal sur les poèmes de Daniil Harms et de Nikolaï Oleïnikov (en).
- The Leaden Echo, pour voix et instruments, d'après Gerard Manley Hopkins.
- Saisons russes pour voix, violon et cordes.
- Jiddisch, cinq mélodies pour voix et quatuor à cordes (2018 ; Musikverlag M.P. Belaieff) :
  1. Varshe,
  2. In a hoyz vu men veynt un men lakht,
  3. Ikh ganve in der nakht,
  4. Yosl un Sore-Dvoshe,
  5. Ikh vel shoyn mer nit ganvenen.

### Musique pour orchestre symphonique
- Le Rite de l'hiver de 1949, symphonie pour chœur, solistes et orchestre.
- Scènes de crépuscule pour orchestre.

### Ballet
- Les Illusions perdues, chorégraphié par Mikhaïl Ratmanski, inspiré du roman éponyme d'Honoré de Balzac.

### Musique de film
- Coucher de soleil (ru) (Zakat, "Закат", Alexandr Zeldovich, 1990).
- Perdu en Sibérie ("Затерянный в Сибири", 1991, Alexander Mitta).
- Katia Ismailova ("Подмосковные вечера", Valeri Todorovski, 1994).
- Faucille et Marteau (ru) (Serp i molot, "Серп и молот", Sergueï Livnev, 1994).
- La Folie de Gisèle (Maniya Zhizeli, "Мания Жизели", Alekseï Outchitel, 1995).
- Celui qui est plus tendre (ru) (Toto kto nezhnee, "Тот, кто нежнее", Abai Karpykov, 1996).
- Le Prisonnier du Caucase (Kavkazskiy plennik, "Кавказский пленник", Sergueï Bodrov, 1996).
- Le Journal de sa femme (Dnevnik ego zheny, "Дневник его жены", Alekseï Outchitel, 2000).
- Moscou (ru) (Moskva, "Москва", Alexander Zeldovitch, 2000).
- Un nouveau Russe (Oligarkh, "Oлигapx", Pavel Lounguine, 2003).
- Target (Мишень, Mishen) d'Alexander Zeldovich (2011).

## Réception des œuvres

### Réception desEnfants de Rosenthal
Vingt et un jours avant la première, un député de la Douma a fait voter une résolution pour que la commission de la culture « vérifie » la moralité de l'opéra ; trois ans plus tôt, le mouvement de jeunesse « Ceux qui vont ensemble » (pro-Poutine) avait effectivement porté plainte contre Vladimir Sorokine pour pornographie et brûlé ses livres.

### Réception desIllusions perdues
Selon Le Monde, cette relecture néoclassique, par Ratmanski, de l'adaptation de 1935 de l'œuvre d'Honoré de Balzac par Vladimir Dmitriev souffrait d'une saturation résultant « d'un trop-plein de gestes, de manières, de couleurs, de sons, de rythmes qui s'entrechoquent à qui mieux mieux », et l'ensemble du ballet finissait « par se teinter d'une patine parodique ».